# George Augustine Taylor
George Augustine Taylor (geboren am 1. August 1872 in Sydney, New South Wales; gestorben am 20. Januar 1928 in Sydney) war ein australischer Journalist und Erfinder.
Er wuchs als zweiter Sohn des Obsthändlers George Faulty Taylor und seiner irischen Ehefrau Annie Maria, geborene McFadden, auf. Sein besonderes Interesse galt dem Zeichnen und in den 1890er Jahren arbeitete er als Karikaturist und Cartoonist für The Bulletin und den Punch. Er war Mitglied im Dawn and Dusk Club sowie der Royal Art Society of New South Wales und Teil der australischen Bohème.
Um 1900 wandelten sich seine Interessen teilweise und er wandte sich Neuheiten wie dem Telefon, der Funktechnik und dem Spiritismus zu. Er war technikbegeistert und vertrat stark nationalistische Ideen. Er heiratete die sieben Jahre jüngere Bauzeichnerin und Architektin Florence Mary Parsons am 3. April 1907 und wurde mit ihrer Unterstützung Zeitschriftenverleger. Sein kleines Verlagshaus gab unter anderem die Zeitschriften Building, Construction and Local Government Journal, Australasian Engineer, Radio Journal of Australia, Harmony, Young Australia heraus. Seine modernistischen Ansichten zeigen sich zwischen 1912 und 1914 in der großen Unterstützung für die Stadtplanungen für Canberra von Walter Burley Griffin. Er befürwortete einen „Journalismus der Tat“ (New Journalism) und half bei der Gründung des Institute of Local Government Engineers of Australasia 1909, des Wireless Institute of New South Wales 1910 und der Town Planning Association of New South Wales 1913.

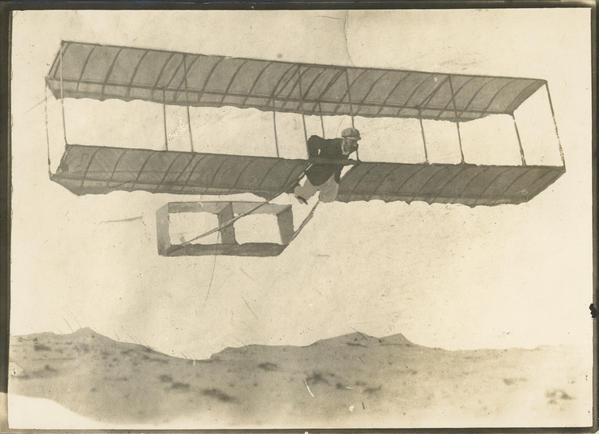
Taylor in seinem selbstgebauten Gleiter in Narrabeen im Jahr 1909

Ab 1908 erwachte sein Interesse an der Fliegerei. Er kontaktierte den bereits zurückgezogenen Lawrence Hargrave und konstruierte nach dessen Kastendrachen-Konstruktionsschema Gleitflieger. Im Dezember 1909 testete er diese gemeinsam mit seiner Frau in Narrabeen in New South Wales. Diese Gleitflüge waren der erste gesteuerte Flug mit Fluggeräten schwerer als Luft in Australien sowie der erste Flug einer Frau in Australien. Nur ein Vierteljahr später führte Harry Houdini mit einem importierten Flugzeug den ersten Motorflug in der australischen Luftfahrtsgeschichte durch, und Taylor gab seine Ambitionen, selbst ein Motorflugzeug zu bauen, auf.
Ebenfalls 1909 schrieb Taylor Aufforderungen an die australische Regierung, eine Luftwaffe zu gründen, und gab sich Bemühungen hin, militärische Anwendungen für Funk und Telefonie zu entwickeln, wobei er nicht ohne Erfolg blieb. Für seine Grundlagen in der Militärkartographie wurde er in die Royal Geographical Society of London aufgenommen, und mit Theorien über Leben auf dem Mond trat er der Royal Astronomical Society bei. In gezeichneten Science-Fiction-Geschichten propagierte Taylor überlegene Technologie als alleiniges Mittel, Australien vor seinen Feinden zu schützen. 1914 reiste das Ehepaar Taylor in die USA, Taylor war schon länger ein begeisterter Anhänger Theodore Roosevelts. Im Oktober 1914 trat Taylor der Leichten Kavallerie Australiens bei und veröffentlichte fiktive Geschichten, die Europa als gespalten zwischen Militaristen und den Humanisten zeigten – Erstere wissenschaftlich und fortschrittlich denkend, Letztere mit den Deutschen verbündet. Am 30. Mai 1916 hob Taylor das Magazin Soldier aus der Taufe, in dem er forderte, dass zurückgekehrte Soldaten wichtige Stellen in Politik und Gesellschaft bekommen müssten. Nach dem Waffenstillstand 1918 forderte Taylor den Bau von Kriegsdenkmälern zu Ehren und Inspiration des Militärs und die Berücksichtigung historischer Gebäude in der Stadtplanung.
1919 gründete Taylor die Institution of Engineers, Australia, 1922 das Australian Inventions Encouragement Board und 1923 die Association for Developing Wireless in Australia. Funktechnologie sollte seiner Meinung nach der Gemeinschaft anstelle profitorientierten Konzernen dienen. Taylor setzte auch seine Vorkriegsarbeiten an der drahtlosen Bildübertragung (vgl. Fernsehen) fort und konnte in den 1920ern Pläne und Zeichnungen mit Farbinformationen übertragen. Mitte der 1920er Jahre äußerte er sich auch pazifistisch, befürwortete den Völkerbund und warb im Ausland für Australien als einen Hort des Friedens. Die Taylors besuchten die Weltausstellung in London 1924 als Experten für Haushaltsgeräte und Design. Die Publikation des Soldier wurde eingestellt, ab Januar 1925 wurde anstelle dessen Australian Home (später Commonwealth Home) herausgegeben.
Bei einem Anfall von Epilepsie ertrank Taylor am 20. Januar 1928 in seiner Badewanne, er wurde nach anglikanischem Ritus eingeäschert. Seine Frau Florence überlebte ihn um vierzig Jahre, sie stellte von seinen elf Zeitschriften alle ein bis auf Building (später Building, Lighting and Engineering), Construction und Australasian Engineer. Diese drei Magazine führte sie als Herausgeberin weiter, bereiste die Welt und wurde zudem 1939 als Officer und 1961 als Commander in den Order of the British Empire aufgenommen. Sie starb am 13. Februar 1969.